# سانتیاگو تالاریکو
سانتیاگو تالاریکو (انگلیسی: Santiago Tallarico؛ زادهٔ ۲۳ مارس ۱۹۹۷) بازیکن فوتبال اهل آرژانتین است.